# 3070 Aitken
3070 Aitken (1949 GK) là một tiểu hành tinh vành đai chính được phát hiện ngày 4 tháng 4 năm 1949 bởi Đài thiên văn Goethe Link ở Brooklyn.